# Llista de monuments del Baix Vinalopó
Llista de monuments del Baix Vinalopó inscrits en l'Inventari General del Patrimoni Cultural Valencià per la comarca del Baix Vinalopó.
S'inclouen els monuments declarats com a Béns d'Interés Cultural (BIC), classificats com a béns immobles sota la categoria de monuments (realitzacions arquitectòniques o d'enginyeria, i obres d'escultura colossal), i els monuments declarats com a Béns immobles de rellevància local (BRL). Estan inscrits en l'Inventari General del Patrimoni Cultural Valencià, en les seccions 1a i 2a respectivament.

## Crevillent
| Monument                                        | Prot.? | Estil/època                            | Localització                              | Coordenades                                          | Codi?         | Imatge |
| ----------------------------------------------- | ------ | -------------------------------------- | ----------------------------------------- | ---------------------------------------------------- | ------------- | --- |
| Castell Vell                                    | BIC    | musulmana                              | Crevillent Prop del poble                 | 38° 17′ 08″ N, 0° 48′ 26″ O / 38.28559°N,0.807234°O  | 03.33.059-003 | Carregueu una nova foto d'aquest monument |
| Muralles de Crevillent                          | BIC    | musulmana                              | Crevillent En el nucli urbà               | 38° 15′ 01″ N, 0° 48′ 35″ O / 38.250188°N,0.809762°O | 03.33.059-004 | Carregueu una nova foto d'aquest monument |
| Església parroquial de la Mare de Déu de Betlem | BRL    | Neoclassicisme S.XVIII-XIX (1771-1828) | Crevillent Pl. Constitució                | 38° 14′ 55″ N, 0° 48′ 31″ O / 38.248605°N,0.808507°O | 03.33.059-001 | Església parroquial de la Mare de Déu de Betlem (Crevillent) · Vegeu més fotos d'aquest monument · Carregueu una nova foto d'aquest monument |
| Ermita de la Puríssima                          | BRL    |                                        | Crevillent                                | 38° 14′ 57″ N, 0° 48′ 31″ O / 38.249224°N,0.808701°O | 03.33.059-002 | Carregueu una nova foto d'aquest monument |
| Nucli històric tradicional, barri de la Moreria | BRL    |                                        | Crevillent Barri de la Moreria            | 38° 14′ 52″ N, 0° 48′ 32″ O / 38.247895°N,0.808903°O | 03.33.059-009 | Carregueu una nova foto d'aquest monument |
| Església parroquial de Sant Felip Neri          | BRL    |                                        | Crevillent                                | 38° 10′ 40″ N, 0° 47′ 47″ O / 38.177708°N,0.796519°O | 03.33.059-011 | Carregueu una nova foto d'aquest monument |
| Ermita de l'Àngel                               | BRL    | S. XX (1902)                           | Crevillent C. Macha, 1                    | 38° 15′ 11″ N, 0° 48′ 40″ O / 38.253191°N,0.811099°O | 03.33.059-013 | Ermita de l'Àngel (Crevillent) · Vegeu més fotos d'aquest monument · Carregueu una nova foto d'aquest monument                               |
| Ermita de la Salut                              | BRL    | S.XX principi                          | Crevillent C. Taibilla, 1                 | 38° 15′ 14″ N, 0° 48′ 36″ O / 38.253904°N,0.80997°O  | 03.33.059-014 | Carregueu una nova foto d'aquest monument |
| Ermita de Sant Gaietà                           | BRL    | S.XVII; S.XVIII                        | Crevillent Parc de la Muntanya            | 38° 15′ 49″ N, 0° 52′ 55″ O / 38.26369°N,0.88183°O   | 03.33.059-015 | Carregueu una nova foto d'aquest monument |
| Calvari                                         | BRL    |                                        | Crevillent C. Carretes - c. Sant Sebastià | 38° 14′ 55″ N, 0° 48′ 49″ O / 38.24863°N,0.813705°O  | 03.33.059-016 | Carregueu una nova foto d'aquest monument |

## Elx
| Monument                                                           | Prot.? | Estil/època                                                                             | Localització                                        | Coordenades                                          | Codi?               | Imatge |
| ------------------------------------------------------------------ | ------ | --------------------------------------------------------------------------------------- | --------------------------------------------------- | ---------------------------------------------------- | ------------------- | --- |
| Castell-palau d'Altamira                                           | BIC    | S.XIII torre; S.XVI (1557) recinte; S.XVIII (1757) cos barroc                           | Elx Pl. Palau                                       | 38° 16′ 01″ N, 0° 41′ 54″ O / 38.266944°N,0.698333°O | RI-51-0001292       | Castell-palau d'Altamira (Elx) · Vegeu més fotos d'aquest monument · Carregueu una nova foto d'aquest monument                    |
| Drama Sacro-Líric del Misteri d'Elx                                | BIC    | S.XV                                                                                    | Elx                                                 | 38° 16′ 02″ N, 0° 41′ 51″ O / 38.267163°N,0.697528°O | RI-51-0001071       | Drama Sacro-Líric del Misteri d'Elx (Elx) · Vegeu més fotos d'aquest monument · Carregueu una nova foto d'aquest monument         |
| Església de l'antic Convent de Sant Josep                          | BIC    | Barroc S.XVII-XVIII; S.XIX-XX (1835-1965) hospital; S: XX (1982) biblioteca             | Elx Pl. Reis Catòlics                               | 38° 15′ 35″ N, 0° 42′ 06″ O / 38.2598°N,0.701591°O   | RI-51-0004452       | Església de l'antic Convent de Sant Josep (Elx) · Vegeu més fotos d'aquest monument · Carregueu una nova foto d'aquest monument   |
| Muralles del Castelar                                              | BIC    | Arquitectura clàssica, arquitectura medieval                                            | Elx Mont situat a llevant del llit del riu Vinalopó | 38° 14′ 49″ N, 0° 38′ 21″ O / 38.24707°N,0.639262°O  | RI-51-0011129       | Carregueu una nova foto d'aquest monument                                                                                         |
| Muralles i torres                                                  | BIC    |                                                                                         | Elx                                                 | 38° 16′ 05″ N, 0° 41′ 56″ O / 38.268162°N,0.698802°O | 03.33.065-024       | Muralles i torres (Elx) · Vegeu més fotos d'aquest monument · Carregueu una nova foto d'aquest monument                           |
| Torre Asprella                                                     | BIC    | S.XVI                                                                                   | Elx Ctra. de les Baies                              | 38° 13′ 38″ N, 0° 39′ 21″ O / 38.227093°N,0.6559°O   | RI-51-0009208       | Carregueu una nova foto d'aquest monument                                                                                         |
| Torre Canyada                                                      | BIC    | S.XVII (1631) torre; S.XVIII casa                                                       | Elx Partida de la Torre del Pla Baix                | 38° 15′ 40″ N, 0° 34′ 59″ O / 38.261134°N,0.583037°O | RI-51-0009207       | Carregueu una nova foto d'aquest monument                                                                                         |
| Torre de Carrús                                                    | BIC    |                                                                                         | Elx Carrús                                          | 38° 17′ 51″ N, 0° 44′ 44″ O / 38.297606°N,0.745625°O | RI-51-0009206       | Carregueu una nova foto d'aquest monument                                                                                         |
| Torre de Ressemblanch                                              | BIC    | Gòtic S.XV                                                                              | Elx C. Torre de Ressemblanch - c. Curtidors         | 38° 15′ 20″ N, 0° 41′ 32″ O / 38.255629°N,0.692123°O | RI-51-0004182-00001 | Torre de Ressemblanch (Elx) · Vegeu més fotos d'aquest monument · Carregueu una nova foto d'aquest monument                       |
| Torre dels Vaïllos                                                 | BIC    | S.XV-XVI                                                                                | Elx Av. Ferrocarril - Hort de la Torre              | 38° 16′ 27″ N, 0° 41′ 37″ O / 38.27415°N,0.693641°O  | RI-51-0004182-00002 | Torre dels Vaïllos (Elx) · Vegeu més fotos d'aquest monument · Carregueu una nova foto d'aquest monument                          |
| Torre de guaita Estanya                                            | BIC    |                                                                                         | Elx Camí vell de Santa Pola                         | 38° 14′ 48″ N, 0° 39′ 44″ O / 38.246532°N,0.662337°O | RI-51-0009210       | Carregueu una nova foto d'aquest monument                                                                                         |
| Torre de guaita Santa Bàrbara                                      | BIC    | S.XVIII ermita                                                                          | Elx Camí Olmet                                      | 38° 17′ 58″ N, 0° 38′ 32″ O / 38.299372°N,0.642187°O | RI-51-0009209       | Carregueu una nova foto d'aquest monument                                                                                         |
| Torre Jubalcoi                                                     | BIC    |                                                                                         | Elx Ctra. N-340, km 67                              | 38° 16′ 34″ N, 0° 39′ 26″ O / 38.27621°N,0.657225°O  | RI-51-0009211       | Carregueu una nova foto d'aquest monument                                                                                         |
| Torre Palombar                                                     | BIC    |                                                                                         | Elx Partida de l'Asprella                           | 38° 14′ 08″ N, 0° 40′ 35″ O / 38.235581°N,0.676283°O | RI-51-0009212       | Torre Palombar (Elx) · Vegeu més fotos d'aquest monument · Carregueu una nova foto d'aquest monument                              |
| Torre de la Senieta                                                | BIC    |                                                                                         | Elx El Pla de la Senieta                            | 38° 13′ 23″ N, 0° 31′ 42″ O / 38.222978°N,0.52831°O  | 03.33.065-085       | Carregueu una nova foto d'aquest monument                                                                                         |
| Conjunt històric artístic                                          | BIC    |                                                                                         | Elx Zona nord de la Vila Murada                     | 38° 15′ 59″ N, 0° 42′ 26″ O / 38.2665°N,0.7072°O     | RI-53-0000091       | Conjunt històric artístic (Elx) · Vegeu més fotos d'aquest monument · Carregueu una nova foto d'aquest monument                   |
| Basílica de Santa Maria                                            | BIC    | Barroc S.XVII-XVIII                                                                     | Elx Pl. de Santa Maria                              | 38° 16′ 02″ N, 0° 41′ 51″ O / 38.267222°N,0.6975°O   | 03.33.065-001       | Basílica de Santa Maria (Elx) · Vegeu més fotos d'aquest monument · Carregueu una nova foto d'aquest monument                     |
| Palau Jorge Juan                                                   | BIC    | Barroc S.XVII-XVIII                                                                     | Elx C. Puente de los Ortissos, 7                    | 38° 16′ 00″ N, 0° 41′ 44″ O / 38.266534°N,0.695503°O | 03.33.065-010       | Carregueu una nova foto d'aquest monument                                                                                         |
| Torre de la Calaforra                                              | BIC    | S.XIII-XIV, XVI, XIX-XX                                                                 | Elx Pl. Santa Isabel                                | 38° 16′ 02″ N, 0° 41′ 48″ O / 38.267235°N,0.696761°O | 03.33.065-008       | Torre de la Calaforra (Elx) · Vegeu més fotos d'aquest monument · Carregueu una nova foto d'aquest monument                       |
| Palmerar d'Elx i Hort del Cura                                     | BIC    |                                                                                         | Elx Vila Murada                                     | 38° 15′ 39″ N, 0° 41′ 33″ O / 38.260861°N,0.692525°O | RI-52-0000020       | Palmerar d'Elx · Vegeu més fotos d'aquest monument · Carregueu una nova foto d'aquest monument                                    |
| Torre del Monestir de la Mercé                                     | BIC    |                                                                                         | Elx Pg. Eres de Santa Llúcia                        | 38° 16′ 02″ N, 0° 41′ 46″ O / 38.267281°N,0.696242°O | 03.33.065-087       | Torre del Monestir de la Mercé (Elx) · Vegeu més fotos d'aquest monument · Carregueu una nova foto d'aquest monument              |
| Església parroquial del Salvador                                   | BRL    |                                                                                         | Elx                                                 | 38° 15′ 52″ N, 0° 41′ 50″ O / 38.264335°N,0.697133°O | 03.33.065-004       | Església parroquial del Salvador (Elx) · Vegeu més fotos d'aquest monument · Carregueu una nova foto d'aquest monument            |
| Església parroquial del Sagrat Cor de Jesús                        | BRL    | S.XX (1947)                                                                             | Elx Pl. Espanya                                     | 38° 16′ 01″ N, 0° 42′ 10″ O / 38.267038°N,0.702659°O | 03.33.065-043       | Església parroquial del Sagrat Cor de Jesús (Elx) · Vegeu més fotos d'aquest monument · Carregueu una nova foto d'aquest monument |
| Monestir de la Mercé, Clarisses o banys àrabs i convent            | BRL    | Gòtic, barroc S.XII; S.XVI (1567) església gòtica; S.XVIII claustre, església acadèmica | Elx Pg. Eres de Santa Llúcia, 14                    | 38° 16′ 02″ N, 0° 41′ 46″ O / 38.267301°N,0.696114°O | 03.33.065-012       | Monestir de la Mercé (Elx) · Vegeu més fotos d'aquest monument · Carregueu una nova foto d'aquest monument                        |
| Sala de projeccions del Museu de la Festa, o Ermita Sant Sebastià  | BRL    | Gòtic S.XIV-XV                                                                          | Elx C. Major de la Vila                             | 38° 16′ 01″ N, 0° 41′ 55″ O / 38.267063°N,0.698743°O | 03.33.065-013       | Sala de projeccions del Museu de la Festa (Elx) · Vegeu més fotos d'aquest monument · Carregueu una nova foto d'aquest monument   |
| Sistema de captació i emmagatzem d'aigües en la partida de Ferriol | BRL    |                                                                                         | Elx Partida Ferriol                                 | 38° 20′ 46″ N, 0° 29′ 26″ O / 38.345992°N,0.490689°O | 03.33.065-084       | Carregueu una nova foto d'aquest monument                                                                                         |
| Ermita de la Torre de Vaillo                                       | BRL    |                                                                                         | Elx Prop de la torre                                | 38° 16′ 27″ N, 0° 41′ 37″ O / 38.274129°N,0.693606°O | 03.33.065-088       | Carregueu una nova foto d'aquest monument                                                                                         |

## Santa Pola
| Monument                                           | Prot.?        | Estil/època                                                                                     | Localització                                                         | Coordenades                                          | Codi?         | Imatge |
| -------------------------------------------------- | ------------- | ----------------------------------------------------------------------------------------------- | -------------------------------------------------------------------- | ---------------------------------------------------- | ------------- | --- |
| Castell - Fortalesa                                | BIC           | Renaixement S.XVI (1554-1557); S. XVIII reformes; S.XIX (1860) espadanya, (1880) apertura porta | Santa Pola Pl. Glorieta                                              | 38° 11′ 32″ N, 0° 33′ 16″ O / 38.192131°N,0.554514°O | RI-51-0008252 | Castell - Fortalesa (Santa Pola) · Vegeu més fotos d'aquest monument · Carregueu una nova foto d'aquest monument                     |
| Torre del Pinet                                    | BIC           |                                                                                                 | Santa Pola Salines del Pinet                                         | 38° 09′ 16″ N, 0° 37′ 38″ O / 38.154337°N,0.627271°O | RI-51-0009167 | Torre del Pinet (Santa Pola) · Vegeu més fotos d'aquest monument · Carregueu una nova foto d'aquest monument                         |
| Torre Escaletes                                    | BIC           | S.XVI                                                                                           | Santa Pola Santa Pola Est - av. Catalanet                            | 38° 11′ 33″ N, 0° 31′ 43″ O / 38.192551°N,0.528736°O | RI-51-0009168 | Torre Escaletes (Santa Pola) · Vegeu més fotos d'aquest monument · Carregueu una nova foto d'aquest monument                         |
| Torre guaita Tamarit                               | BIC           | S.XVI                                                                                           | Santa Pola Ctra. N-332                                               | 38° 11′ 06″ N, 0° 36′ 52″ O / 38.185°N,0.6144639°O   | RI-51-0008251 | Torre guaita Tamarit (Santa Pola) · Vegeu més fotos d'aquest monument · Carregueu una nova foto d'aquest monument                    |
| Torre Talaiola                                     | BIC           | S.XVI                                                                                           | Santa Pola Cap de Santa Pola, fonaments del far                      | 38° 12′ 34″ N, 0° 30′ 49″ O / 38.209486°N,0.513653°O | RI-51-0009169 | Torre Talaiola (Santa Pola) · Vegeu més fotos d'aquest monument · Carregueu una nova foto d'aquest monument                          |
| Ermita del Calvari                                 | BRL           | S.XX                                                                                            | Santa Pola Pl. del Calvari                                           | 38° 11′ 42″ N, 0° 33′ 08″ O / 38.195044°N,0.552296°O | 03.33.121-002 | Ermita del Calvari (Santa Pola) · Vegeu més fotos d'aquest monument · Carregueu una nova foto d'aquest monument                      |
| Molí de la Calera                                  | BRL etnològic |                                                                                                 | Santa Pola Serra de Santa Pola, ctra. N-332 km 17                    | 38° 12′ 09″ N, 0° 33′ 41″ O / 38.20242°N,0.56145°O   | 03.33.121-006 | Molí de la Calera (Santa Pola) · Vegeu més fotos d'aquest monument · Carregueu una nova foto d'aquest monument                       |
| Església de les Salines                            | BRL           |                                                                                                 | Santa Pola                                                           | 38° 11′ 25″ N, 0° 35′ 50″ O / 38.19032°N,0.597106°O  | 03.33.121-007 | Carregueu una nova foto d'aquest monument                                                                                            |
| Casa de Don Gabino                                 | BRL           | Historicista S.XIX (ca 1880-1890)                                                               | Santa Pola C. d'Elx, 9                                               | 38° 11′ 35″ N, 0° 33′ 22″ O / 38.193125°N,0.556219°O | 03.33.121-008 | Carregueu una nova foto d'aquest monument                                                                                            |
| Mercat de Santa Pola, antiga Església              | BRL           | S.XIX (1861) inici obres; S.XIX ensorrament voltes; S.XX (1935-1938) mercat                     | Santa Pola Pl. del Mercat                                            | 38° 11′ 37″ N, 0° 33′ 19″ O / 38.193706°N,0.555369°O | 03.33.121-017 | Mercat de Santa Pola · Vegeu més fotos d'aquest monument · Carregueu una nova foto d'aquest monument                                 |
| Església parroquial de l'Assumpció                 | BRL           | S.XX (1915)                                                                                     | Santa Pola Pl. de l'Església                                         | 38° 11′ 36″ N, 0° 33′ 21″ O / 38.193308°N,0.555867°O | 03.33.121-018 | Església parroquial de l'Assumpció (Santa Pola) · Vegeu més fotos d'aquest monument · Carregueu una nova foto d'aquest monument      |
| Església parroquial de Sant Antoni de Pàdua        | BRL           |                                                                                                 | Santa Pola                                                           | 38° 11′ 36″ N, 0° 34′ 56″ O / 38.19338°N,0.58236°O   | 03.33.121-019 | Carregueu una nova foto d'aquest monument                                                                                            |
| Ermita del Tamarit, o Ermita del Carme             | BRL           | S.XX (1911)                                                                                     | Santa Pola Salines Braç del Port, Baya Baja, 8                       | 38° 11′ 25″ N, 0° 35′ 50″ O / 38.19032°N,0.597106°O  | 03.33.121-020 | Carregueu una nova foto d'aquest monument                                                                                            |
| Defenses antiaèries de la costa, Far de Santa Pola | BRL etnològic | S.XX (1936)                                                                                     | Santa Pola Marge dret del camí de servei al Far                      | 38° 12′ 30″ N, 0° 30′ 59″ O / 38.208408°N,0.516355°O | 03.33.121-021 | Carregueu una nova foto d'aquest monument                                                                                            |
| Pavellons del Far                                  | BRL           | S.XX (1936)                                                                                     | Santa Pola Serra de Santa Pola, junt a la carretera del Far          | 38° 12′ 35″ N, 0° 31′ 07″ O / 38.209635°N,0.518541°O | 03.33.121-022 | Carregueu una nova foto d'aquest monument                                                                                            |
| Caseta d'oficials                                  | BRL           | S.XX (1936)                                                                                     | Santa Pola Serra de Santa Pola, junt a la carretera del Far          | 38° 12′ 35″ N, 0° 31′ 06″ O / 38.20975°N,0.518445°O  | 03.33.121-023 | Carregueu una nova foto d'aquest monument                                                                                            |
| Búnquer del port                                   | BRL etnològic | S.XX (1936)                                                                                     | Santa Pola Entre l'Escullera i l'antiga Llotja de Peix               |                                                      | 03.33.121-024 | Carregueu una nova foto d'aquest monument                                                                                            |
| Búnquer de les Salines                             | BRL etnològic | S.XX (1936)                                                                                     | Santa Pola Salines, Braç del Port                                    | 38° 11′ 20″ N, 0° 35′ 36″ O / 38.18892°N,0.59342°O   | 03.33.121-025 | Búnquer de les Salines (Santa Pola) · Vegeu més fotos d'aquest monument · Carregueu una nova foto d'aquest monument                  |
| Búnquer del Tamarit, trinxeres                     | BRL etnològic | S.XX (1936)                                                                                     | Santa Pola Platja del Tamarit                                        | 38° 11′ 22″ N, 0° 35′ 34″ O / 38.18945°N,0.592887°O  | 03.33.121-026 | Búnquer del Tamarit (Santa Pola) · Vegeu més fotos d'aquest monument · Carregueu una nova foto d'aquest monument                     |
| Búnquer dels Pavellons del Far                     | BRL etnològic | S.XX (1936)                                                                                     | Santa Pola Pavellons del Far                                         |                                                      | 03.33.121-027 | Carregueu una nova foto d'aquest monument                                                                                            |
| Búnquer del Far                                    | BRL etnològic | S.XX (1936)                                                                                     | Santa Pola Al sud-est dels Pavellons del Far                         | 38° 12′ 31″ N, 0° 31′ 02″ O / 38.20855°N,0.51711°O   | 03.33.121-028 | Carregueu una nova foto d'aquest monument                                                                                            |
| Caserna de Carrabiners de Torre d'en Mig           | BRL           | S.XX (1920)                                                                                     | Santa Pola Cap de Santa Pola                                         | 38° 12′ 35″ N, 0° 30′ 31″ O / 38.209606°N,0.508746°O | 03.33.121-029 | Carregueu una nova foto d'aquest monument                                                                                            |
| Habitatges i magatzem de Salines de Bonmatí        | BRL           | S.XX                                                                                            | Santa Pola Salines Bonmatí                                           | 38° 09′ 41″ N, 0° 37′ 10″ O / 38.1615°N,0.61944°O    | 03.33.121-037 | Carregueu una nova foto d'aquest monument                                                                                            |
| Embarcador de les Salines Braç del Port            | BRL           | S.XIX                                                                                           | Santa Pola Salines Braç del Port                                     | 38° 11′ 19″ N, 0° 35′ 32″ O / 38.18871°N,0.59234°O   | 03.33.121-038 | Embarcador de les Salines Braç del Port (Santa Pola) · Vegeu més fotos d'aquest monument · Carregueu una nova foto d'aquest monument |
| Aljub del Massapà                                  | BRL etnològic | S.XIX                                                                                           | Santa Pola Al final del barranc del Massapà                          | 38° 11′ 31″ N, 0° 32′ 33″ O / 38.1919°N,0.5425°O     | 03.33.121-039 | Aljub del Massapà (Santa Pola) · Vegeu més fotos d'aquest monument · Carregueu una nova foto d'aquest monument                       |
| Aljub de la Caserna Torre d'en Mig                 | BRL etnològic | S.XX                                                                                            | Santa Pola Antiga Caserna de Carrabiners, cap de Santa Pola          | 38° 12′ 35″ N, 0° 30′ 33″ O / 38.209834°N,0.509249°O | 03.33.121-040 | Carregueu una nova foto d'aquest monument                                                                                            |
| Aljub del Manyo                                    | BRL etnològic | S.XIX                                                                                           | Santa Pola Marge dret del camí de servei al Far                      | 38° 12′ 40″ N, 0° 31′ 34″ O / 38.21109°N,0.525994°O  | 03.33.121-041 | Carregueu una nova foto d'aquest monument                                                                                            |
| Aljubs del Far                                     | BRL etnològic | S.XIX                                                                                           | Santa Pola Far del Cap de Santa Pola                                 | 38° 12′ 37″ N, 0° 30′ 47″ O / 38.210177°N,0.513075°O | 03.33.121-042 | Carregueu una nova foto d'aquest monument                                                                                            |
| Aljub de la Torre de les Escaletes                 | BRL etnològic | S.XVI                                                                                           | Santa Pola Torre de les Escaletes, cap de Santa Pola                 | 38° 11′ 34″ N, 0° 31′ 43″ O / 38.192691°N,0.528592°O | 03.33.121-043 | Carregueu una nova foto d'aquest monument                                                                                            |
| Aljub de les Perdius                               | BRL etnològic | S.XIX                                                                                           | Santa Pola Vessant nord de la serra de Santa Pola                    |                                                      | 03.33.121-044 | Carregueu una nova foto d'aquest monument                                                                                            |
| Aljub de Calín                                     | BRL etnològic | S.XIX                                                                                           | Santa Pola Barranc de Calín                                          | 38° 12′ 45″ N, 0° 32′ 30″ O / 38.212366°N,0.5417°O   | 03.33.121-045 | Carregueu una nova foto d'aquest monument                                                                                            |
| Aljubs dels Pavellons del Far                      | BRL etnològic | S.XX (1937-1939)                                                                                | Santa Pola Marge dret del camí de servei al Far                      | 38° 12′ 35″ N, 0° 31′ 09″ O / 38.209709°N,0.519086°O | 03.33.121-046 | Carregueu una nova foto d'aquest monument                                                                                            |
| Aljub de la família Cuesta                         | BRL etnològic | S.XX                                                                                            | Santa Pola Junt a la ctra. N-332, en la baixada de la Costera Molina |                                                      | 03.33.121-047 | Carregueu una nova foto d'aquest monument                                                                                            |
| Ermita del Roser                                   | BRL           | S.XIX                                                                                           | Santa Pola Carretera del Far                                         | 38° 13′ 31″ N, 0° 30′ 43″ O / 38.225189°N,0.511832°O | 03.33.121-048 | Ermita del Roser (Santa Pola) · Vegeu més fotos d'aquest monument · Carregueu una nova foto d'aquest monument                        |
| Nucli històric tradicional                         | BRL           |                                                                                                 | Santa Pola                                                           | 38° 11′ 37″ N, 0° 33′ 20″ O / 38.1936°N,0.5556°O     | 03.33.121-049 | Carregueu una nova foto d'aquest monument                                                                                            |
| Villa Adelaida                                     | BRL           | S.XX                                                                                            | Santa Pola                                                           | 38° 11′ 29″ N, 0° 32′ 38″ O / 38.19149°N,0.54397°O   | 03.33.121-050 | Villa Adelaida (Santa Pola) · Vegeu més fotos d'aquest monument · Carregueu una nova foto d'aquest monument                          |
| Casa de la Sénia                                   | BRL           | S.XX (1920)                                                                                     | Santa Pola Parc el Palmerar                                          | 38° 11′ 42″ N, 0° 33′ 31″ O / 38.194998°N,0.558737°O | 03.33.121-051 | Carregueu una nova foto d'aquest monument                                                                                            |
| Casa de la família Cuesta                          | BRL           | S.XX                                                                                            | Santa Pola Ctra. CN-332                                              | 38° 13′ 49″ N, 0° 33′ 07″ O / 38.23028°N,0.55208°O   | 03.33.121-052 | Carregueu una nova foto d'aquest monument                                                                                            |
| Casa del Francés                                   | BRL           | S.XX (1935)                                                                                     | Santa Pola Marqués de Molins - Santa Isabel                          | 38° 11′ 35″ N, 0° 33′ 24″ O / 38.192981°N,0.556646°O | 03.33.121-053 | Carregueu una nova foto d'aquest monument                                                                                            |
| Duana                                              | BRL           | S.XX (1948)                                                                                     | Santa Pola Moll Pesquer                                              | 38° 11′ 23″ N, 0° 33′ 24″ O / 38.189654°N,0.556564°O | 03.33.121-054 | Carregueu una nova foto d'aquest monument                                                                                            |
| Casa Encarna Bahía                                 | BRL           | S.XX                                                                                            | Santa Pola                                                           | 38° 12′ 08″ N, 0° 34′ 10″ O / 38.20211°N,0.56944°O   | 03.33.121-055 | Carregueu una nova foto d'aquest monument                                                                                            |